# ضب رئيس
ضب رئيس (الاسم العلمي: Uromastyx princeps)، ويُعرف باسم ضب أميري أو عظاءة أميرية شائكة الذيل أو ضب صومالي، هو نوع من العظاءات المنتمية إلى فصيلة الحرذونيات.

## النطاق الجغرافي والموئل
هذا النوع مستوطن في القرن الأفريقي. لا يعرف على وجه اليقين أن كان يوجد في مواضع خارج الصومال. من المحتمل أن يكون موجود أيضًا في شرق إثيوبيا (إريتريا). يعيش في المناطق الصخرية من الهضاب الصخرية الساحلية ذات الأصل البركاني، تخبئ في شقوق الصخور وبين صدوع الأحجار، وعادًة ما يسد مداخل مخابئة بذيله.

## الوصف
يمكن أن يصل طول جسم الضب الرئيس (بما في ذلك الذيل) إلى قرابة 27 ملم (1.1 بوصة). قد يظهر لون الجسم بدرجات مختلفة من الرمادي الزيتوني أو الأخضر أو الأزرق، مع وبقع بنية صغيرة. عند الذكور، يكون الظهر بني-أحمر أو أخضر مع بقع داكنة صغيرة، في حين أن بطونها مصفرة والذيل رمادي-أخضر أو أحمر قرميدي. الإناث رمادية - بنية مع لفحة ضاربة إلى الحمرة وبقع صغيرة في الأعلى. بيضاء البطن.
الذيل بيضاوي الشكل وأقصر بشكل ملحوظ (35-53٪ من طول الجسم) مقارنة بأعضاء الجنس الآخرين، لكنه يظهر طفرات أطول وأحساك حادة مرتبة في 9-14 دوامة. جميع الحراشف الموجودة على الجانب العلوي من الذيل لها أشواك. يمكن أن يستخدم الذيل لدفاع.

## الحِياوة
الضب الرئيس عظاءة بيوضية التكاثر. يحدث التزاوج في مايو ويونيو. يستمر الحمل قرابة شهر واحد. تضع الإناث في يوليو ما يصل إلى 14 بيضة. يتغذى هذا النوع على الزهور والفواكه والنباتات، ولكنه يتغذى أيضًا على الحشرات.

## ثبت المراجع
- O'Shaughnessy AWE (1880). "Description of a new Species of Uromastix [sic]". Proc. Zool. Soc. London 1880: 445-446 + Plate XLIII. ("Uromastix [sic] princeps ", new species).
- Boulenger, G.A. (1885) Catalogue of the Lizards in the British Museum (Nat. Hist.) I. Geckonidae, Eublepharidae, Uroplatidae, Pygopodidae, Agamidae., London: 450 pp
- Cherchi, M. A. 1954. una nuova sottospecie di Uromastix princeps O’Schaug. Atti Soc. ital. Sci. nat. Milano 93: 538-544 + 1 plate
- Loveridge,A. (1942) , Bull. Mus. comp. Zool., Cambridge, 91: 49, 50, 54, 55